# Macédomienne
"Macédomienne" ("Minha mulher da Macedónia") foi a canção belga no Festival Eurovisão da Canção 1990, interpretada em francês por  by Philippe Lafontaine. 
Foi a terceira canção a ser interpretada na noite do festival, a seguir à canção grega "Horis Skopo", cantada por Christos Callow e antes da canção turca "Gözlerinin Hapsindeyim", interpretada por Kayahan. No final, a canção belga recebeu um total de 46 pontos, classificando-se em 12.º lugar, entre 19 países participantes.

## Autores
- Letra e música: Philippe Lafontaine
- Direção de orquestra: Rony Brack

## Letra
A canção é uma ode à  "Mulher macedónia" do título, e a letra torna claro que essa mulher é da Macedónia (faz alusão a Ohrid que fica naquele país) e não da região homónima grega.O título da canção é uma contração de  "Macedonienne" (Mulher macedónia) e "mienne" (Minha). Philippe Lafontaine dedicou esta canção à sua mulher e decidiu que a canção não deveria ser comercializada.